# フォグランプ

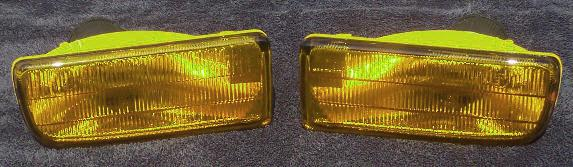
角型フォグランプの例

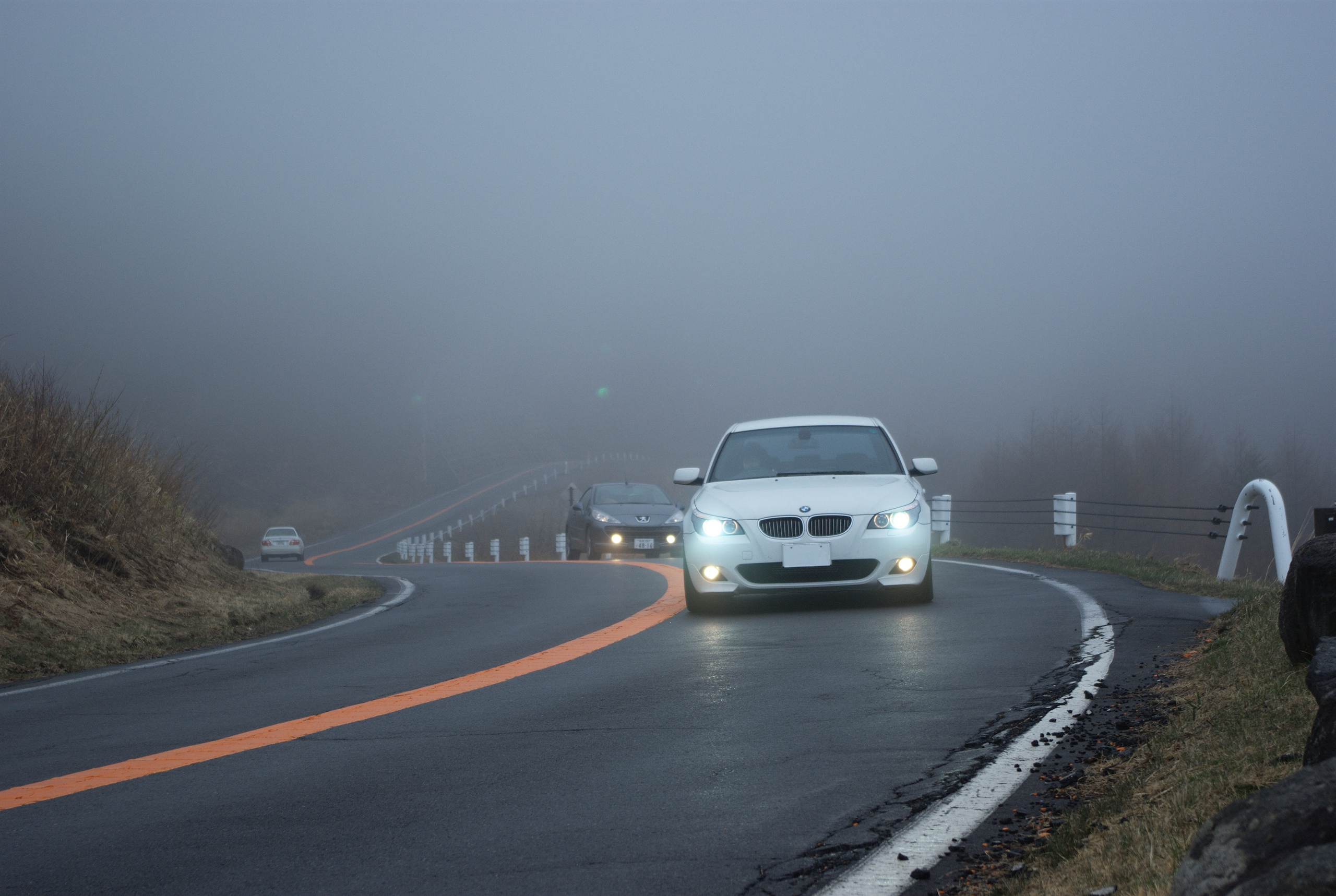
フォグランプを点灯して走行する乗用車

フォグランプ（英語: fog lamp）とは、自動車等に装備される装置の一種で、前照灯（ヘッドランプ）等とは別に装備される白色または黄色の光を発生する補助装置である。フォグライトあるいは霧灯ともいう。

## 自動車のフォグランプ

### 種類

#### フロントフォグランプ

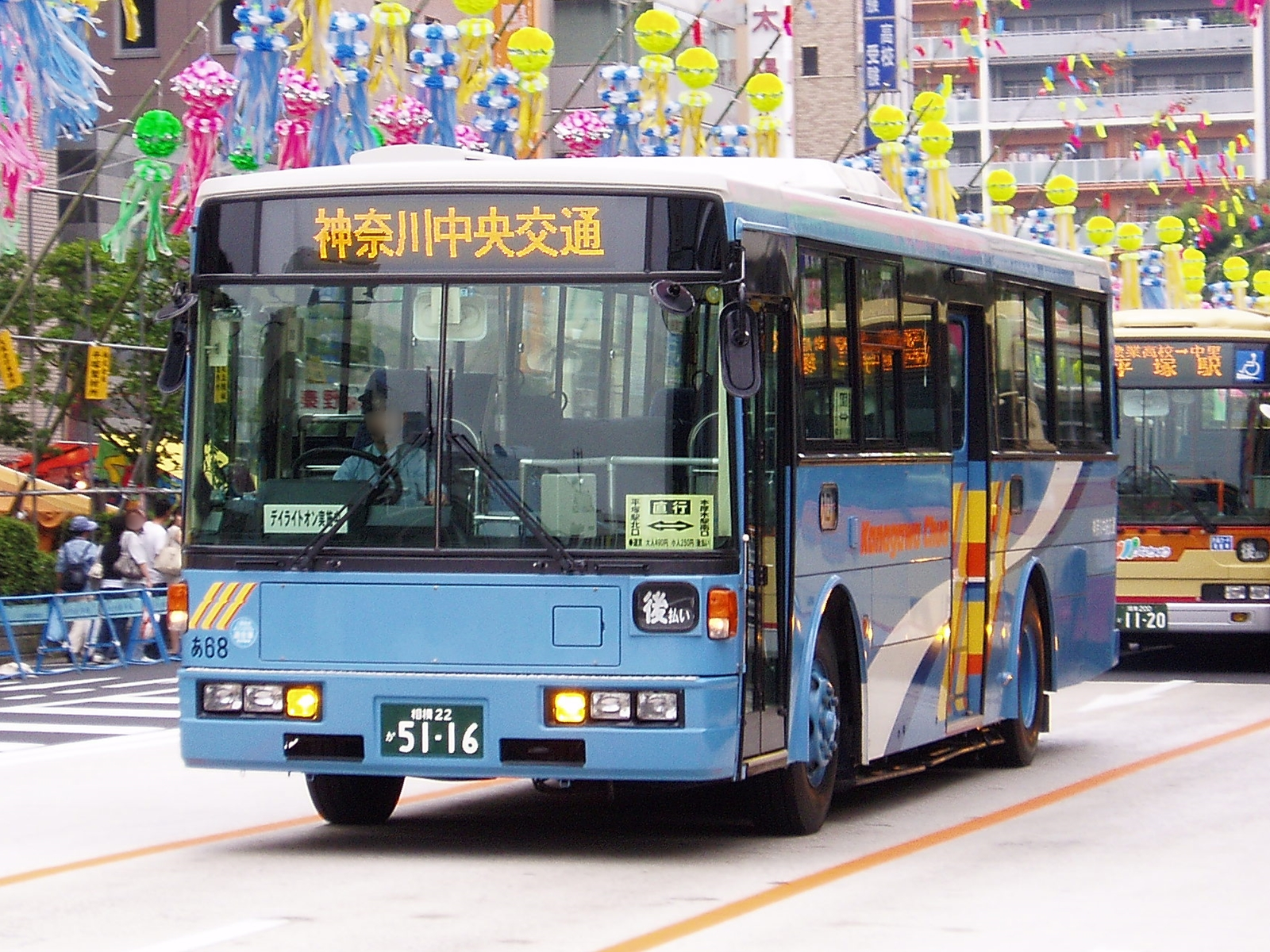
バスのフォグランプ装着例
（日産ディーゼル・UA460）

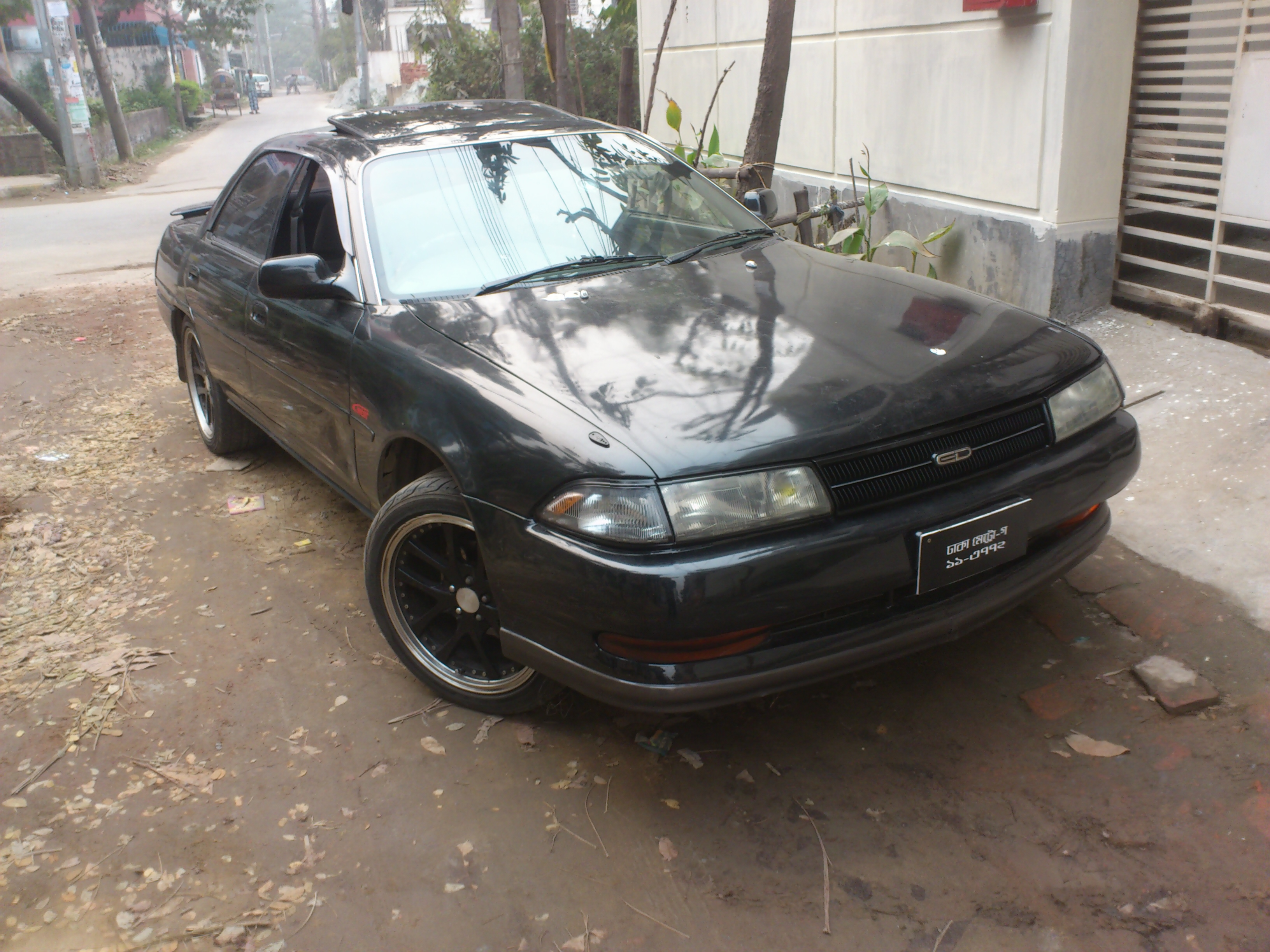
フォグランプ一体型ヘッドランプの例
（トヨタ・カリーナED）

フロントフォグランプ（前部霧灯）は、雨や霧などにより視界が不十分である場合に、ヘッドランプの補助的な役割で用いられる照明灯。灯色は白または淡黄色。悪天候時に視界を確保しつつ対向車等の第三者に自車の存在を明らかにし注意を促す機能を持つ。
前方を照らす前照灯とは役割が異なり、周囲からの視認性を向上させるため、左右への照射角を前照灯よりも広い配光としたレンズを備えているのが特徴である（前照灯がおおむね70度前後であるのに対し、フォグランプはおおむね100度以上）。一方、前方の霧に強い光が当たらないよう、上下の照射角は前照灯よりも狭く設計されている場合もある。この理由は、霧に反射した光の明るさが運転者の瞳孔を絞り、暗い部分を見えにくくすることを防ぐためである。
日本では、夜間にフォグライトを点灯すると対向車や前車に眩惑感を与える（特に雨天は路面反射が強くなる）など、迷惑となる可能性があるため消灯することが望ましいとされる。警察庁によれば、夜間に前照灯を点灯せずフォグランプのみ点灯して走行した場合は道路交通法（昭和35年法律第105号）違反（無灯火走行）となるのが基本である。ただし、後述の通り自車の前に先行車や対向車などがいる場合は、ヘッドライトを点灯せずにフォグランプで走行することはルール上正しい点灯方法である。
なお、EUでは2011年2月以降、自動車の昼間点灯（デイライト）が義務化しており、日中でも車幅灯や前照灯等を点灯させなければならないとされている。その反面、夜間にフォグランプを点灯して走行すると、ペナルティを受ける場合がある。
近年は日本においても安全上の理由から、デイライト走行を行う車両（主に営業車）が増加している。
日本では気象による点灯についての法的基準は特になく、「夜間やトンネル内等では前照灯（ハイビーム・ロービームを問わない）を点灯し、走行用前照灯（ハイビーム）点灯走行中に先行車や対向車がいる場合は、すれ違い用前照灯（ロービーム）又は前部霧灯（フロントフォグランプ）のいずれかを点灯し、走行用前照灯（ハイビーム）を消すこと」とされている。
フォグランプが近くを広く照らす配光パターンを持つことから、直近の路肩や道路標示、車線分離帯などを照らす補助前照灯として用いられる場合もある。ヘッドランプの位置が乗用車に比べて高く、旋回時に運転席が大きく左右に振られるバスやキャブオーバートラックでは、天候にかかわらずフォグランプを点灯している例が見られる。
| バスのフォグランプ装着車（左）と未装着車（右）。右の車両は移籍前の事業者の仕様で、フォグランプを装着していない。（日野・レインボーHR）  |  | バスのフォグランプ装着車（左）と未装着車（右）。右の車両は移籍前の事業者の仕様で、フォグランプを装着していない。（日野・レインボーHR） |
| バスのフォグランプ装着車（左）と未装着車（右）。右の車両は移籍前の事業者の仕様で、フォグランプを装着していない。 （日野・レインボーHR） |  | |

日本においては、フォグランプの装着は法規によって義務付けられていない。そのため、バスなどの事業用車両では、事業者の仕様としてフォグランプを装着していない場合もある。
日本の保安基準ではフォグランプについて、運転者が任意に点灯・消灯が可能であり、運転者に点灯状態を知らせるインジケーターランプを備えること、スモールランプなどの消灯時は点灯しない構造であることなどを規定している。
乗用車では車種やグレードによって選択的に装備され、SUVやRVをはじめとして、機能性だけでなく外観意匠の一部として装備される場合もある。かつては純正部品でも汎用的な外観の製品を、車体の他の部品を大きく加工することなく取り付けるものが主流であったが、近年ではバンパーにフォグランプ用の開口部を設けるなど、車体デザインに大きく影響しないように設計される場合が多い。また、フォグランプを車体デザインの一部として標準装備する車種もある。
灯火の色については、光の性質上、波長の短い青色光は水の粒に散乱して遮られ、波長の長い赤色光はそれを通り抜けてより遠くまで届く性質（霧中透過性）が高い。しかし、多くの国では法規により赤色の灯火を車体前方に設置できないため、赤色光に次ぐ霧中透過性を持つ中間の波長の黄色光が良いとされ、霧に反射して運転者の視界の妨げになる波長を含まない単色光がより良いとされてきた。かつての主流は黄色灯で、1980年代には前照灯も黄色のものが流行したが、黄色光に対する見解は国によって異なり、日本では2006年以降に新造された車両に黄色の前照灯を使用すると違法改造となる。しかし、単色光は運転者に錯覚を起こさせ、距離感がつかみにくく特定の色が認識しにくいことが知られるようになり、遠方には黄色の光を投射して手前は白色の光で照射するように色分けされた電球も流行するようになった。最近では白色の割合が増加し、前照灯とともにHID式のものや、特に長波長の可視光を遮るコーティングを施して色温度を高くした蒼白い光を放つ電球が流行している。

#### リアフォグランプ

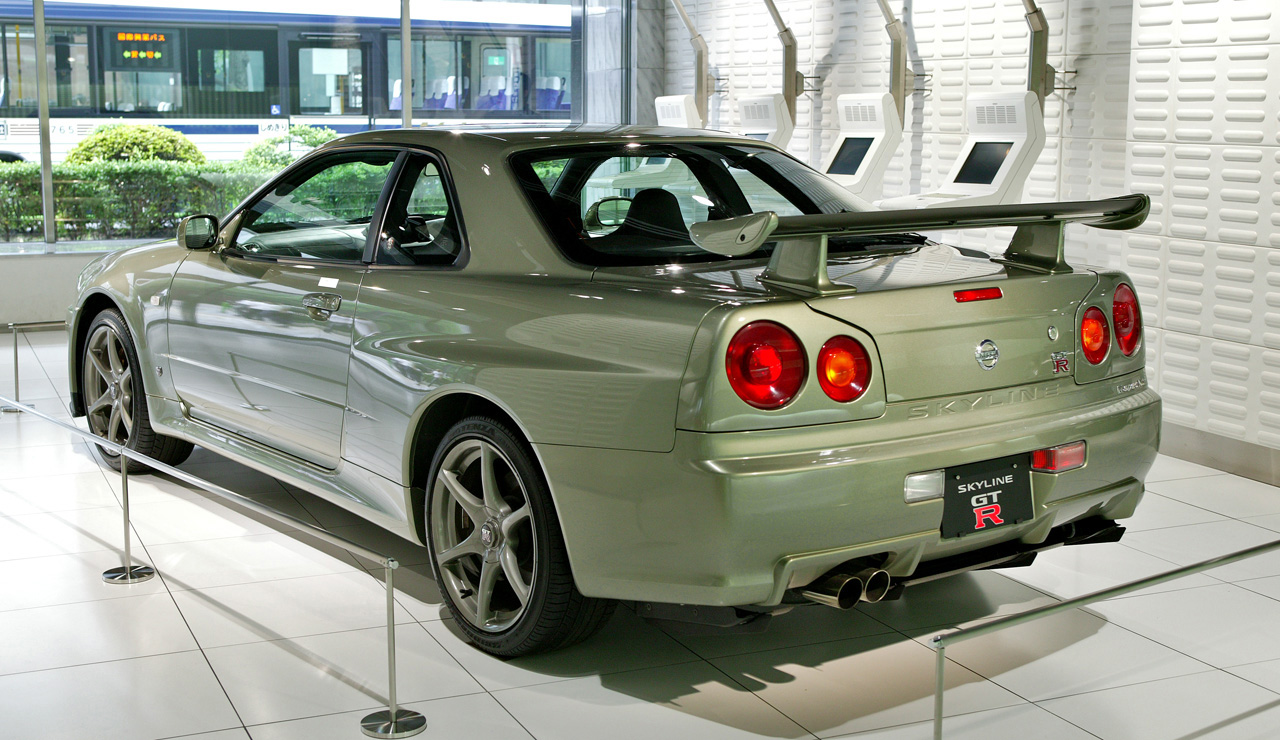
片側をリアフォグランプ、反対側をバックアップランプ（後退灯）の非対称配置とした例
（日産・スカイラインGT-R）

濃霧などの気象条件により視界が制限される場合、後方からの被視認性を向上させる目的で設置される赤色の灯火をリアフォグランプもしくはバックフォグランプ（後部霧灯）と呼ぶ。
通常のテールランプよりも明るく、制動灯と同等の明るさを持つため、不必要な使用は後続車の運転者を眩惑させる。
日本やヨーロッパの保安基準では、前照灯またはフロントフォグランプのスイッチが入っていないとリアフォグランプを点灯できず、前照灯を消灯した場合はリアフォグランプは再度スイッチを操作して点灯する構造が義務づけられている。ヨーロッパでは1975年から、すべての新型車への装備が義務化されているが、フロントフォグランプの装備は義務付けられていないため、フロントフォグランプがない車種でもリアフォグランプは装備される。
一方、日本ではリアフォグランプの装備が義務化されていないこともあり、販売する全車種で装備しないメーカーもあり、乗用車ではホンダはシビックシャトル販売終了後、欧州から輸入販売する車種を含めて国内販売するすべての車種に装備していない。商用車ではトヨタのバンとトラックの一部、バスでは日野・セレガ、いすゞ・ガーラ、いすゞ・ガーラミオに設定があるのみとなっている。そのため日本では、輸入車を除くと装備している車両は少ない。オプションながら、日本国内で販売される日本車で初めてリアフォグランプが設定されたのは、1988年にホンダから発売された3代目プレリュードとされており､リアガーニッシュの右側に装備された。これ以降、日本車でもオプション設定や寒冷地仕様装備としてリアフォグランプが普及し、1989年に発売されたカルタスエスティームの1.6L搭載車に日本で初めて標準装備された。
1灯または2灯が取り付けられ、2灯の場合は左右対称に取り付けられる。1灯の場合は車体中央か、道路のセンターライン寄りに取り付けることが保安基準で定められており、左側通行向けの車両では右寄りに、右側通行向けでは左寄りに設置される。加えて、ブレーキランプ（制動灯）の光源とリアフォグランプの光源とを10cm以上離すことが規定されている。車種によっては、テールランプと一体に装備する例や、片側や中央に独立した1灯のランプとして装備する例、片側をリアフォグランプ、反対側をバックアップランプ（後退灯）の非対称配置とする例がある。
明るさの基準はブレーキランプ（制動灯）と同等だが、長時間連続して点灯されるためランプ筐体は電球の発熱に対する耐性を持たせなくてはならない。したがってバックランプと同じ形状でデザインされたものでも、灯体の材質や構造などによりコストがかかっている場合が多い。光源として発熱の少ないLEDを利用する場合もある。

#### ドライビングランプ

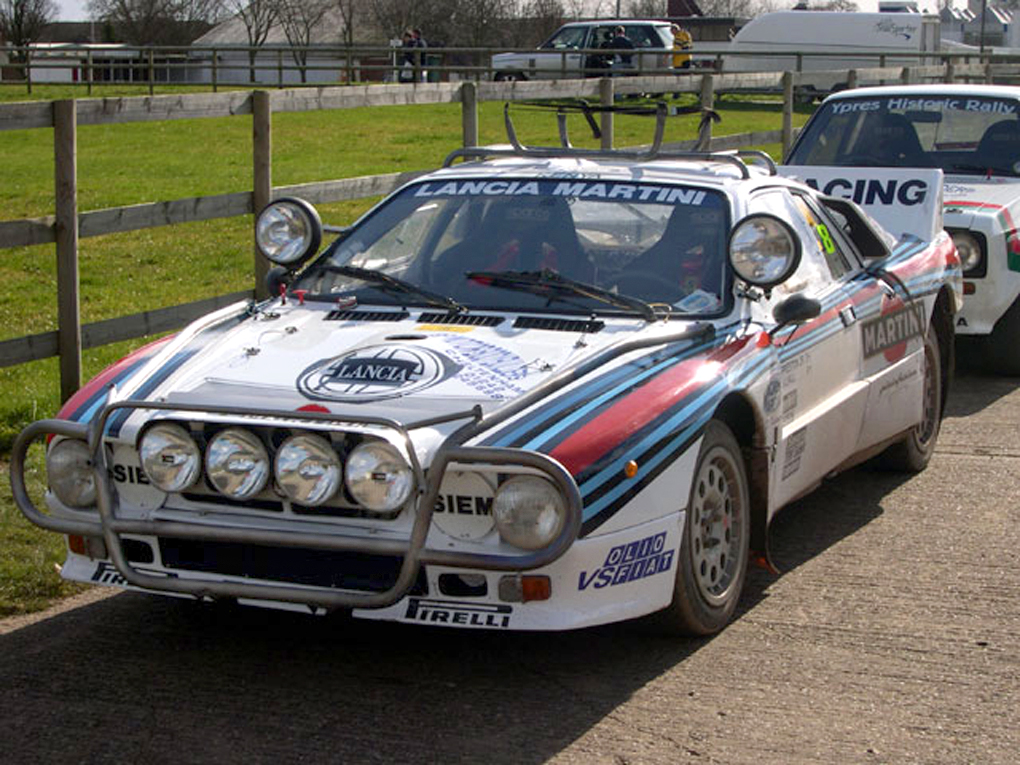
多数のドライビングランプとスポットランプを装備したラリーカーの例
（ランチア・ラリー037）

フォグランプとは異なり、ヘッドランプのハイビームに近い配光特性を持った補助前照灯はドライビングランプと呼ばれる。また、ハイビームよりさらに遠く狭い範囲を照らす補助前照灯はスポットランプと呼ばれる。ドライビングランプの中には上方への拡散を防ぐ配光パターンを持つものもある。
いずれも夜間にヘッドランプの補助として用いるものであるが、日本の保安基準では配光パターンに関係なく「前部霧灯」とされ、公道上での使用は各種ルールに沿った運用が求められる。市販車での採用例としてはフェラーリF355などがある。

#### アクセサリーランプ
霧灯としての機能を重視していないものは、カタログ上で「アクセサリーランプ」または「アクセサリーライト」と表記されているものもあるが、慣用的にはフォグランプと呼ばれ、日本では適用される保安基準も「前部霧灯」と同じである。

### 装備と規格
自動車用ランプの規格については、1958年協定に基づいて国連欧州経済委員会 (UNECE) がECE規則を策定し、加盟国間では認証の相互承認制度が導入されている。

#### 日本の保安基準
フォグランプは道路運送車輌の保安基準第33条 (PDF) で前部霧灯（過去には補助前照灯と呼ばれていた）として、リアフォグランプは同 第37条の2 (PDF) で後部霧灯として規定され、それぞれの細目告示および細目告示別添によって技術基準が設けられていて、前部霧灯の概略は次のとおりである。
- 射光線は他の交通を妨げないものであること
- 灯光の色は白色または淡黄色であり、その全てが同一であること
- 照明部の上縁の高さが地上0.8m以下であって、すれ違い用前照灯の照明部の上縁を含む水平面以下、下縁の高さが地上0.25m以上となるように取り付けられていること
- 照明部の最外縁は、自動車の最外側から400mm以内となるように取り付けられていること
- 1個の場合は車両の中央に取り付けられ、2個の場合は車両中心面に対して対称の位置に同形状、同色のものを取り付けること（この規定がなかった時代には、マーチスーパーターボのようなスポーツ車では、片方を撤去して開いた穴をエアインテークとし、吸気やラジエーター等の冷却に使う例もあった。）
- 3個以上が同時に点灯しないこと（2対以上のフォグランプを取り付ける例もあるが、公道上で点灯することができるのはいずれか1対だけである）
- フォグランプの点灯操作状態を運転者席の運転者に表示する装置を備えること。

上述の保安基準は政府の規制緩和方針により法令改正されたもので、2006年1月1日以降に生産される自動車に適用される。2005年12月31日以前に生産された車では、現行規定と旧規定のどちらかに適合していればよい。前述したように法律上の設置義務はないが、故障したまま放置すると車検に通らなくなる。
- 光度は1万cd以下であること
- 主光軸が前方40m以上照射するものは、前照灯を減光、又は下向きに変換した場合点灯しないこと

などの規定があったほか、取り付け位置についての規定も現行のものと若干異なっていた。
後部霧灯の概略は以下のとおりである。
- 射光線は他の交通を妨げないものであること
- 灯光は赤色であること
- 照明部は2個以下であること
- 2個の場合は左右対称に、1個の場合は車体中央もしくは右側に取り付けられていること
- ヘッドランプ、もしくはフォグランプのいずれかと同時にのみ点灯でき、かつ単独で消灯できる構造であること（単独点灯は不可）
- 照明部は上縁の高さが地上1m以下、下縁の高さが地上0.25m以上となるように取り付けられていること
- ストップランプの照明部より100mm以上離れていること
- 作動状態が運転者に表示できる装置を備えていること（インジケーターランプ等）

なお、日本ではランプ性能に関してJIS規格が定められているが、1998年以降は順次、正式にECE規則が導入されている。

#### 欧州の保安基準
EU（欧州連合）では、国連で制定されるECE規則とは別に、EU域内の自動車及び自動車部品の認証の相互承認のためEEC指令 (EEC Directive) が制定されている。しかし、EEC指令よりもECE規則が先行しているため、ECE規則の認証を取得するのが一般的となっている。

#### 米国の保安基準
米国の自動車ランプの法規には、米国運輸省内の機関であるNHTSA (National Highway Traffic Safety Administration) で制定される「FMVSS No.108 (Federal Motor Vehicle Safety Standard No.108)」がある。しかし、フロントフォグランプ等の装着が任意のランプについては規定がないため、各州法に従う。
保安基準は、業界団体のSAE (Society of Automotive Engineers, Inc.) が制定したSAE規格 (SAE Standard) がある。